# 19 يونيو
- السبت
- الأحد
- الاثنين
- الثلاثاء
- الأربعاء
- الخميس
- الجمعة

- 314 ذو الحجة 1446  هـ
- 15 ذو الحجة 1446  هـ
- 26 ذو الحجة 1446  هـ
- 37 ذو الحجة 1446  هـ
- 48 ذو الحجة 1446  هـ
- 59 ذو الحجة 1446  هـ
- 610 ذو الحجة 1446  هـ
- 711 ذو الحجة 1446  هـ
- 812 ذو الحجة 1446  هـ
- 913 ذو الحجة 1446  هـ
- 1014 ذو الحجة 1446  هـ
- 1115 ذو الحجة 1446  هـ
- 1216 ذو الحجة 1446  هـ
- 1317 ذو الحجة 1446  هـ
- 1418 ذو الحجة 1446  هـ
- 1519 ذو الحجة 1446  هـ
- 1620 ذو الحجة 1446  هـ
- 1721 ذو الحجة 1446  هـ
- 1822 ذو الحجة 1446  هـ
- 1923 ذو الحجة 1446  هـ
- 2024 ذو الحجة 1446  هـ
- 2125 ذو الحجة 1446  هـ
- 2226 ذو الحجة 1446  هـ
- 2327 ذو الحجة 1446  هـ
- 2428 ذو الحجة 1446  هـ
- 2529 ذو الحجة 1446  هـ
- 261 محرم 1447  هـ
- 272 محرم 1447  هـ
- 283 محرم 1447  هـ
- 294 محرم 1447  هـ
- 305 محرم 1447  هـ
- 16 محرم 1447  هـ
- 27 محرم 1447  هـ
- 38 محرم 1447  هـ
- 49 محرم 1447  هـ

19 يونيو أو 19 حُزيران أو 19 يونيه أو يوم 19 \ 6 (اليوم التاسع عشر من الشهر السادس) هو اليوم السبعون بعد المئة (170) من السنوات البسيطة، أو اليوم الحادي والسبعون بعد المئة (171) من السنوات الكبيسة وفقًا للتقويم الميلادي الغربي (الغريغوري). يبقى بعده 195 يوما لانتهاء السنة.

## أحداث
- 1269 - ملك فرنسا لويس التاسع يصدر قانونًا بتغريم كل يهودي لا يضع الشعار الأصفر على ثيابه بدفع غرامة قدرها عشرة فرنكات فضية أو السجن.
- 1856 - اختتام أول مؤتمر للحزب الجمهوري في فيلادلفيا، ونتج عنه ترشيح جون فريمونت من كاليفورنيا رئيسًا للحزب.
- 1862 - الكونغرس الأمريكي يمنع الرق في جميع أنحاء الولايات المتحدة.
- 1885 - وصول تمثال الحرية الذي جاء كهدية من الشعب الفرنسي إلى الشعب الأمريكي إلى ميناء مدينة نيويورك.
- 1919 - انعقاد الجلسة الأولى للمؤتمر السوري العام في دمشق وانتخاب هاشم الأتاسي رئيساً له. ضم المؤتمر ممثلين عن مختلف مناطق سوريا الكبرى.
- 1940 - القوات الفرنسية تستسلم لجيش إرفين رومل خلال «معركة دنكرك».
- 1944 - القوات البحرية الأمريكية تهاجم الأسطول الياباني في معركة بحر الفلبين أو فيما سُمّي باسم عملية «ضربة الديك الرومي»، وحققوا فيها نصرًا حاسمًا وذلك ضمن الحرب العالمية الثانية.
- 1948 - بنما وكوستاريكا تعترفان بإسرائيل، يذكر أن كوستاريكا هي واحدة من دولتين في العالم سفارتاهما لدى إسرائيل موجودتان في ضاحية القدس الغربية.
- 1961 - الشيخ عبد الله السالم الصباح يوقع اتفاقية تلغي معاهدة الحماية البريطانية على الكويت ويعلن استقلالها.
- 1965 - انقلاب عسكري في الجزائر ضد الرئيس أحمد بن بلة قام به هواري بومدين.
- 1970 - الإعلان عن مشروع روجرز الداعي لوقف إطلاق النار بين العرب وإسرائيل.
- 1976 - ملك السويد كارل السادس عشر غوستاف يتزوج من الألمانية سيلفيا سومرلاث.
- 1987 - منظمة إيتا الانفصالية الداعية لانفصال إقليم الباسك عن إسبانيا تعلن مسئوليتها عن تفجير أكبر سوبر ماركت في مدريد والذي خلف 25 قتيلًا وحوالي 80 جريحًا.
- 1999 - الأمير إدوارد أصغر أبناء الملكة إليزابيث الثانية يتزوج من «صوفي رايز جونز» في قلعة وندسور.
- 2003 - إلقاء القبض على عبد حمود السكرتير الشخصي للرئيس العراقي الأسبق صدام حسين.
- 2004 - السعودية تعلن عن مقتل عبد العزيز المقرن زعيم تنظم القاعدة في شبه الجزيرة العربية.
- 2007 - تفجير سيارة مفخخة يدمر جدار جامع الخلاني الأثري في بغداد، ويؤدي إلى مقتل حوالي 60 شخص وجرح 214 أخرىن.
- 2014 - فيليب أمير أستورياس يصبح ملك إسبانيا تحت اسم فيليب السادس بعد تخلي أبيه خوان كارلوس الأول عن العرش.
- 2015 - كتائب القسام الجناح العسكري لحماس تقوم بعملية هجومية على مستوطنة دولف قرب رام الله، وتتمكن من قتل مستوطن وإصابة آخر.
- 2017 - مقتل شخص وإصابة 10 آخرين في حادثة دهس لمصلين خارجين من مسجد فنزبري بارك في العاصمة البريطانية لندن بعد أدائهم لِصلاة التراويح. وقد ألقت الشرطة البريطانية القبض على منفذ العملية في ذات اليوم وأفادت أنه يدعى دارين أوزبورن، وأنه يميني عنصري معاد للمسلمين والمهاجرين.
- 2021 - انتخاب إبراهيم رئيسي ليصبح ثامن رئيس جمهورية منتخب في إيران، بنسبة 61.95% من أصوات المشاركين، بمشاركة شعبية بلغت 48.8% من إجمالي الناخبين.
- 2022 -
  - المنتخب السعودي الأولمبي يُتوَّج بكأس آسيا تحت 23 سنة لكرة القدم 2022 للمرة الأولى في تاريخه، بعد تغلبه على منتخب أوزبكستان الأولمبي في النهائي.
  - التونسية أُنس جابر تصبح أول لاعبة عربية تفوز ببطولة برلين لكرة المضرب للسيدات على الملاعب العشبية، بعد فوزها في النهائي على السويسرية بيلندا بنشيتش. وارتفع تصنيفها من الرابعة إلى الثالثة عالميًّا.
- 2024 - وفاة أكثر من 1000 شخص خلال موسم الحج بسبب موجة الحرارة المرتفعة التي وصلت إلى 51 درجة مئوية في المسجد الحرام، وهو أكبر عدد وفيات منذ حادثة التدافع في 2015.

## مواليد
- 1566 - جيمس الأول، ملك إنجلترا.
- 1623 - بليز باسكال، عالم فيزياء ورياضيات وفيلسوف فرنسي.
- 1846 - أنطونيو أبيتي، عالم فلك وفيزياء إيطالي.
- 1861 - خوسيه ريزال، شاعر فلبيني.
- 1896 - واليس سمبسون، دوقة وندسور وزوجة الملك إدوارد الثامن ملك المملكة المتحدة الأسبق.
- 1899 - روبرت إيثرنغتون، لاعب كرة قدم إنجليزي.
- 1906 - إرنست تشين، طبيب بريطاني حاصل على جائزة نوبل في الطب عام 1945.
- 1910 - بول جون فلوري، عالم كيمياء أمريكي حاصل على جائزة نوبل في الكيمياء عام 1974.
- 1922 - آجي بور، عالم فيزياء دنماركي حاصل على جائزة نوبل في الفيزياء عام 1975.
- 1930 - جينا رولاندز، ممثلة أمريكية.
- 1936 -
  - حسن حسني، ممثل مصري.
  - تاكيشي أونو، ممثل أداء صوتي ياباني.
- 1941 - فاتسلاف كلاوس، رئيس التشيك.
- 1945 - أون سان سو تشي، سياسية بورمية حاصلة على جائزة نوبل للسلام عام 1991.
- 1947 -
  - سلمان رشدي، كاتب بريطاني من أصل هندي.
  - حسن شحاتة، لاعب ومدرب كرة قدم مصري.
- 1948 - نيك دريك، موسيقي إنجليزي.
- 1951 - أيمن الظواهري، زعيم تنظيم القاعدة.
- 1954 - كاثلين ترنر، ممثلة أمريكية.
- 1957 - آنا ليند، سياسية سويدية.
- 1959 - كريستيان فولف، رئيس ألمانيا الرابع عشر.
- 1960 - عمر شارماركي، رئيس وزراء الصومال.
- 1962 -
  - سحر فوزي، ممثلة سورية.
  - باولا عبدول، مغنية أمريكية.
- 1972 -
  - براين مكبرايد، لاعب كرة قدم أمريكي.
  - روبن توني، ممثلة أمريكية.
- 1975 - بيدرو مونيتس، لاعب كرة قدم إسباني.
- 1978 - زوي سالدانا، ممثلة أمريكية.
- 1979 - خوسيه كليبرسون، لاعب كرة قدم برازيلي.
- 1980 - أحمد مكي، ممثل مصري.
- 1984 - محمد مبارك، لاعب كرة قدم عماني.

## وفيات
- 1867 - ماكسيميليان إمبراطور المكسيك.
- 1964 - هاينريش كويرنغ، إحاثي ألماني.
- 1980 - رئيف أبي اللمع، سياسي وطبيب لبناني.
- 1993 - ويليام غولدنغ، كاتب بريطاني حاصل على جائزة نوبل في الأدب عام 1983.
- 2003 - عبد الله الطيب، أديب سوداني.
- 2005 - عبد الكريم هلال الجحيدلي، نائب سابق في مجلس الأمة الكويتي.
- 2007 - زئيف شيف، صحفي إسرائيلي.
- 2010 - مانوت بول، لاعب كرة سلة سوداني.
- 2013 - جيمس غاندولفيني ممثل أمريكي.
- 2018 - آمال فريد، ممثلة مصرية.
- 2020 - كارلوس زافون، روائي إسباني.

## أعياد ومناسبات
- ذكرى الاستقلال في الكويت.
- عيد القديس رومولاد.

## وصلات خارجية
- وكالة الأنباء القطريَّة: حدث في مثل هذا اليوم.
- النيويورك تايمز: حدث في مثل هذا اليوم.
- BBC: حدث في مثل هذا اليوم.